# Abbaye Saint-André de Villeneuve-lès-Avignon
Pour les articles homonymes, voir Abbaye Saint-André.
L'abbaye Saint-André est une abbaye bénédictine située au sommet du Mont-Andaon, dans la commune gardoise de Villeneuve-lès-Avignon.

## Histoire

### Avant la fondation du couvent
Le Mont-Andaon est, dès le VIe siècle, le lieu de sépulture des chrétiens avignonnais, autour de la tombe d'une ermite prénommée Casarie, morte en 586.

### L'arrivée des bénédictins
Au début des années 980, les bénédictins fondent une abbaye. Garnier, évêque d'Avignon, donna biens et menses à l'abbaye par un acte daté du 6 mai 982 dont les églises de Saint-André et de Saint-Paul sur le terroir du « vicus » de Fréta, qui succède à Glanum. Les souverains pontifes prennent rapidement l'abbaye sous leur autorité : en 999, Grégoire V avalise la liste de ses prieurés languedociens.

### Prieurés provençaux et rhodaniens

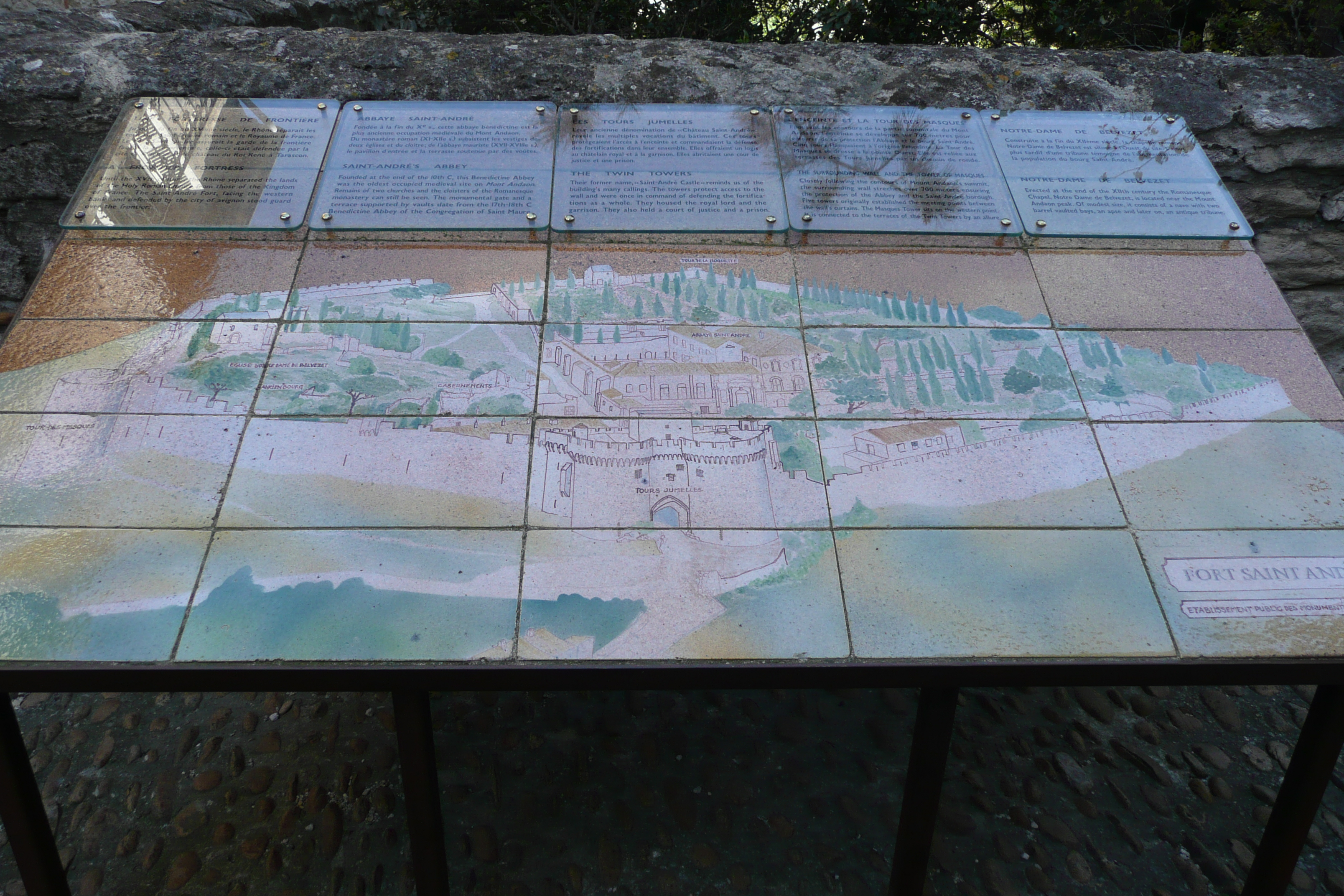
Plan du fort Saint-André montrant à l'intérieur l'emplacement de l'abbaye Saint-André de Villeneuve-lès-Avignon.

Par la volonté de Jean XIX, en 1005, les moines de Saint-André passent le Rhône pour aller s'installer sur la rive gauche du fleuve à Thouzon, près du Thor. Ce fut en 1140, qu'Alphonse Jourdain, marquis de Provence et comte de Toulouse, ratifia au château de Pernes la dotation du fief de Thouzon à Saint-André. Raymond IV de Saint-Gilles, comte de Toulouse, en 1088, avant de partir pour la première croisade transforma l'abbaye du Mont-Andaon et de Thouzon en fiefs allodiaux.
Avec plus de cinquante prieurés qui s'étendaient de la vallée du Rhône aux Baronnies, en passant par le plateau d'Albion, la vallée du Calavon et le val de Durance, les abbés de Saint-André eurent soin constamment de se faire confirmer par les papes successifs leurs possessions et bénéfices.

### Les confirmations pontificales
Ce fut d'abord Gélase II qui, de passage à Orange en 1119, signa une bulle reconnaissant l'ensemble des possessions languedociennes, provençales et delphinales de Saint-André. Il fut suivi par Innocent II, en 1143 puis par Eugène III en 1147.
Alexandre III fit de même en 1178 lors du sacre à Arles de son ennemi l'empereur Frédéric Barberousse. Grégoire IX confirma une dernière fois les possessions de Saint-André par une bulle datée de 1227.

### Les abbés s'allient aux rois de France
L'abbé de Saint-André, au cours de la croisade contre les Albigeois, en 1226, et lors du siège d'Avignon par Louis VIII, roi de France, rejoint ses troupes. La conséquence de cette alliance est que le fief allodial de Saint-André est désormais partagé, par un acte de paréage, entre le roi et l'abbé.
Quant à Philippe le Bel, en 1292, il signe avec l’abbé de Saint-André un nouvel acte de paréage qui prévoit l'édification de deux forteresses royales : à l’entrée du pont Saint-Bénezet la Tour Philippe-le-Bel dite au Moyen-Âge, la « Grosse Tour du bout du Pont » est immédiatement élevée pour contrôler l'accès au pont. Le Fort Saint-André sera construit ultérieurement par Jean le Bon pour protéger l'abbaye et le Bourg Saint-André des incursions des grandes compagnies dans la vallée du Rhône). L'année suivante le roi fonde la Ville Neuve Saint-André près d'Avignon, aujourd'hui Villeneuve-lès-Avignon.

### Le rayonnement de l’abbaye
L’abbaye Saint-André de Villeneuve-lès-Avignon est une des plus riches de Provence, avec un maximum de 212 églises et prieurés qui dépendaient d’elle à l’est du Rhône, et 23 sur la rive droite.

### Les papes d'Avignon: la mise en commende
Au XIVe siècle, la papauté d'Avignon remit en commende la charge d'abbé de Villeneuve aux membres des familles pontificales ou de ses alliés. Au cours du mois de septembre 1347, lors de son mariage de sa nièce Marie Roger de Beaufort avec Garin VII d’Apcher, baron du Gévaudan, Clément VI, pour l’occasion donna au couple Montolivet, la résidence que lui avait remise le cardinal Élie de Nabinal à Villeneuve-lès-Avignon, et le pape en profita pour nommer Raymond d’Apcher, frère du marié et simple prieur à Montverdun, abbé de Saint-André.

### L'implantation des mauristes
Après cette période de décadence qui fut le lot de quasiment toutes les abbayes, une réforme s'imposait. Elle vint tardivement et fut le fait des mauristes. Ils arrivèrent à Villeneuve en 1636 et cette reprise en main fut fort mal reçue par les moines résidents.
La réforme mauriste s'accompagne de grandes campagnes de reconstruction, qui commencent dès 1645 par l'aile à l'est du cloître. À partir de 1692, sous la direction de Pierre II Mignard, architecte du roi, d'importantes modifications sont apportées à l'église double Saint-André et Saint-Martin / Sainte-Casarie. Puis au tournant du siècle, il projette un vaste bâtiment de trois étages élevé dans leur prolongement, posé sur une terrasse qui rachète les irrégularités de la montagne : cette aile nouvelle, poursuivie jusqu’en 1736, figure sur un projet gravé de la fin du XVIIe siècle et sur la célèbre vue de William Marlow.
Mais en 1763, il faut reprendre de fond en comble les premières reconstructions, vieilles d'à peine 120 ans et qui déjà menacent ruine. C'est l'architecte avignonnais Jean-Ange Brun, apparenté aux Franque qui surveille cette ultime campagne.

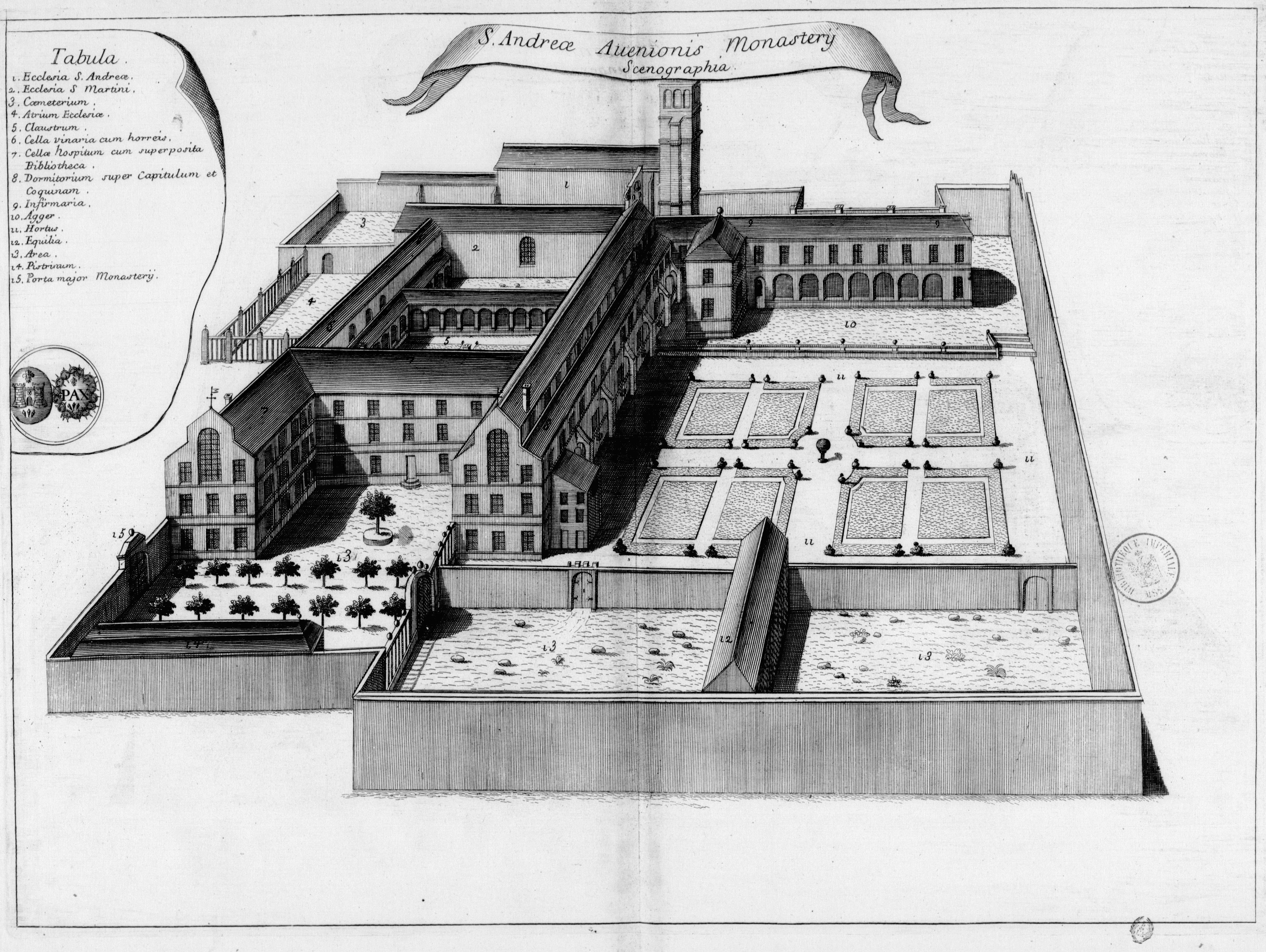
Projet de reconstruction au XVIIe siècle, planche gravée du Monasticon Gallicanum.
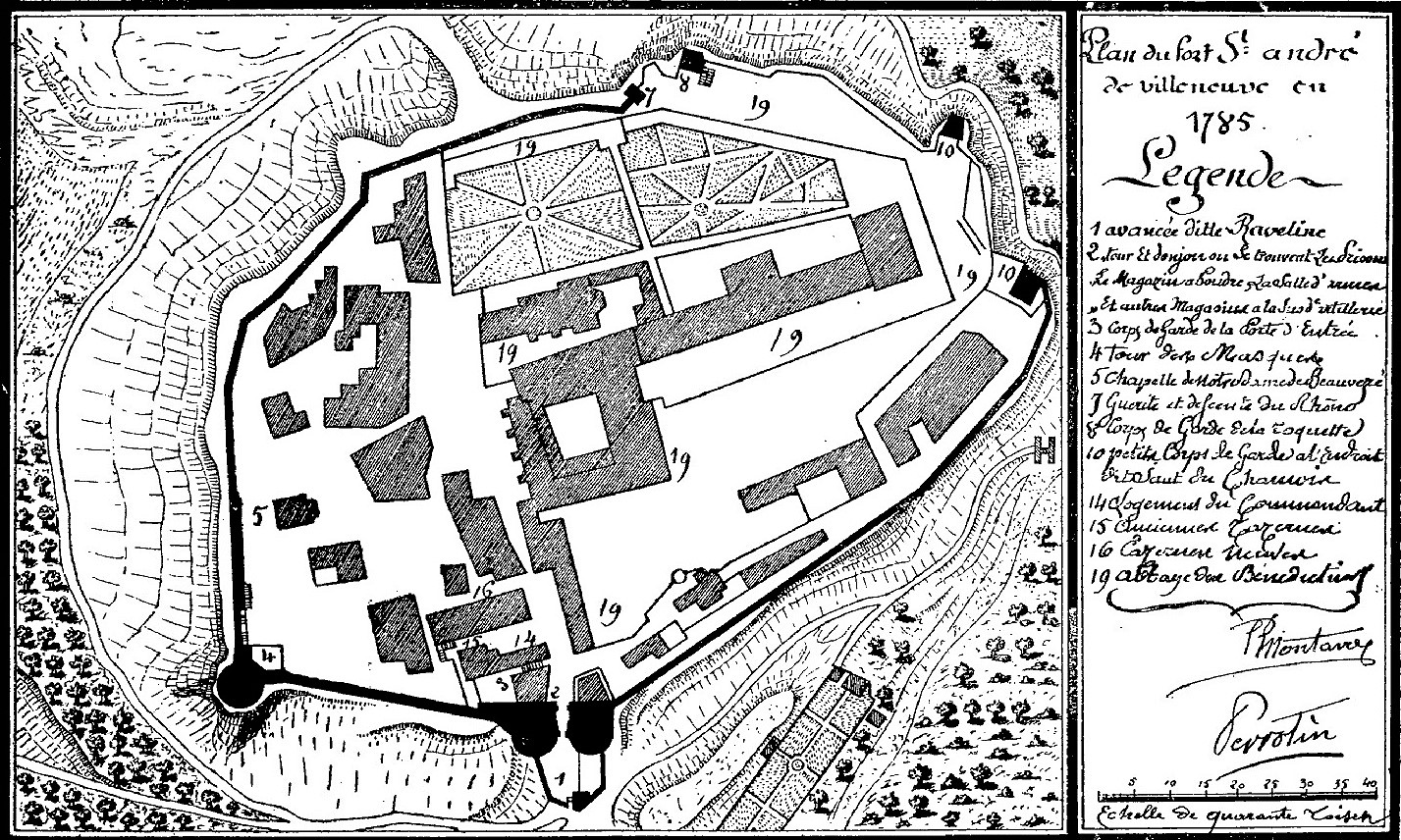
Plan du fort Saint-André et de l'abbaye Saint-André en 1785.

### La Révolution française
Vendue comme bien national sous la Révolution, l'abbaye sert de carrière de pierre. Il ne reste des travaux de Mignard que les terrasses et les premières assises de la vaste aile orientée est-ouest qu'il éleva sur la montagne. Les parties subsistantes des lieux réguliers, pavillon d'entrée, portail monumental, grand escalier, aile des cuisines et réfectoire savamment voûtés, correspondent aux travaux de Brun, dernier architecte de l’abbaye.

### Depuis leXXesiècle
Un temps occupée par les religieuses du Cœur de Jésus qui surélèvent le pavillon du réfectoire, l'abbaye est rachetée en 1913 par le peintre belge Louis-Joseph Yperman, qui y fait réaliser des fresques par son ami Émile Bernard sous les plafonds de l'une des galeries. Il s'agit de trois peintures représentant l’Annonciation avec deux scènes d’Anges musiciens. L'épouse de Louis-Joseph Yperman, Marie van Elslande, dirigeait dans le complexe abbatial un petit orphelinat.
L'abbaye est ensuite acquise par Gustave Fayet en août 1916 pour Elsa Koeberlé qui se consacre, avec Génia Lioubow, à la restauration de l'édifice et à l'aménagement des jardins jusqu'à sa mort, en 1950.
Ouverte à la visite, l'abbaye est la propriété des descendants de Gustave Fayet.

### Les jardins de l'abbaye
De l'abbaye d'origine, il ne reste de nos jours à l'intérieur du fort Saint-André que des vestiges et l'emplacement dont le site est occupé par de superbes jardins en terrasses.
Ces parcelles de terrain à l'intérieur de l'enceinte fortifiée, ont été classées monument historique le 19 décembre 1947 comme l'ancienne abbaye Saint-André.

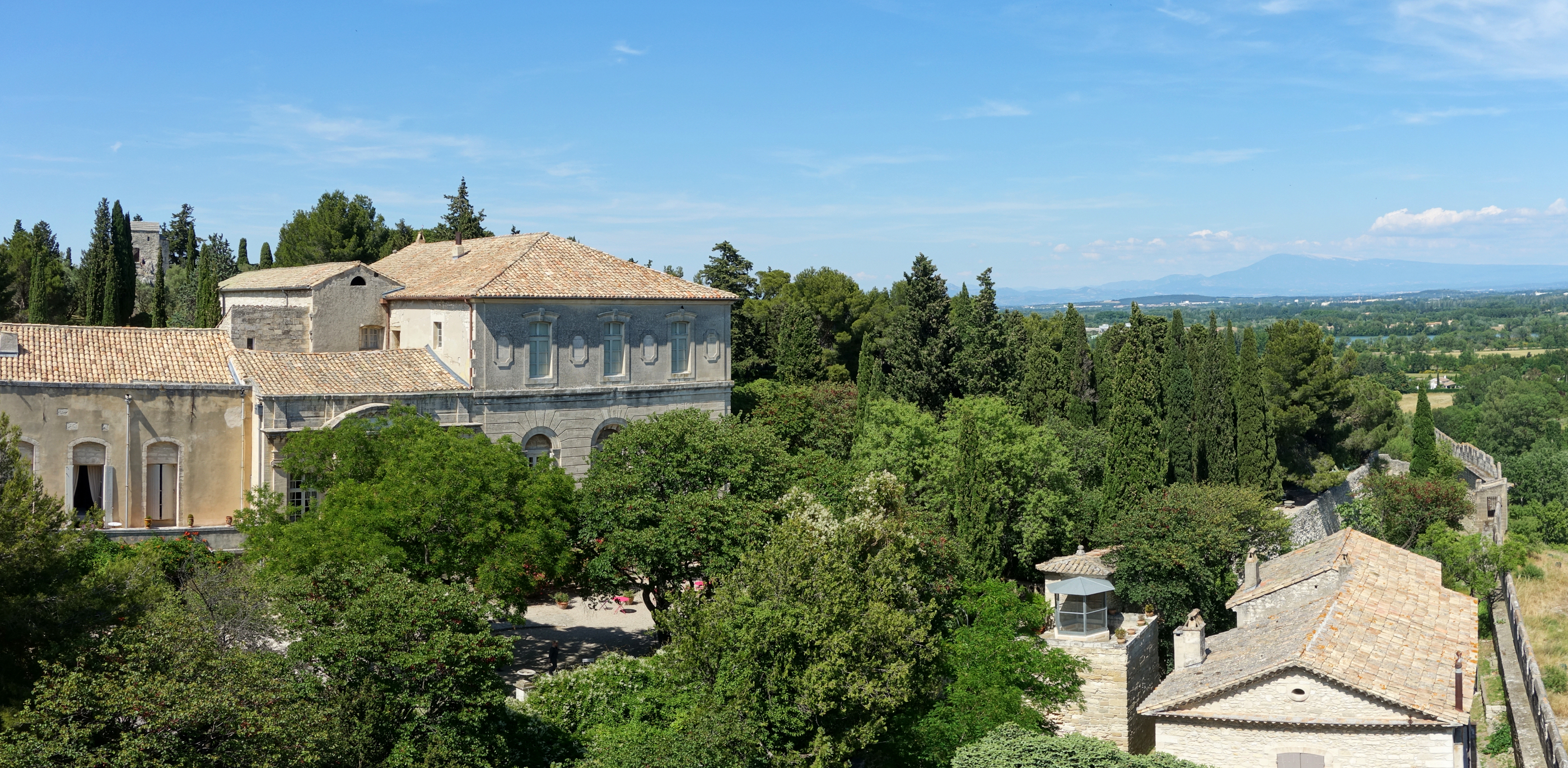
Vue sur les jardins de l'abbaye.
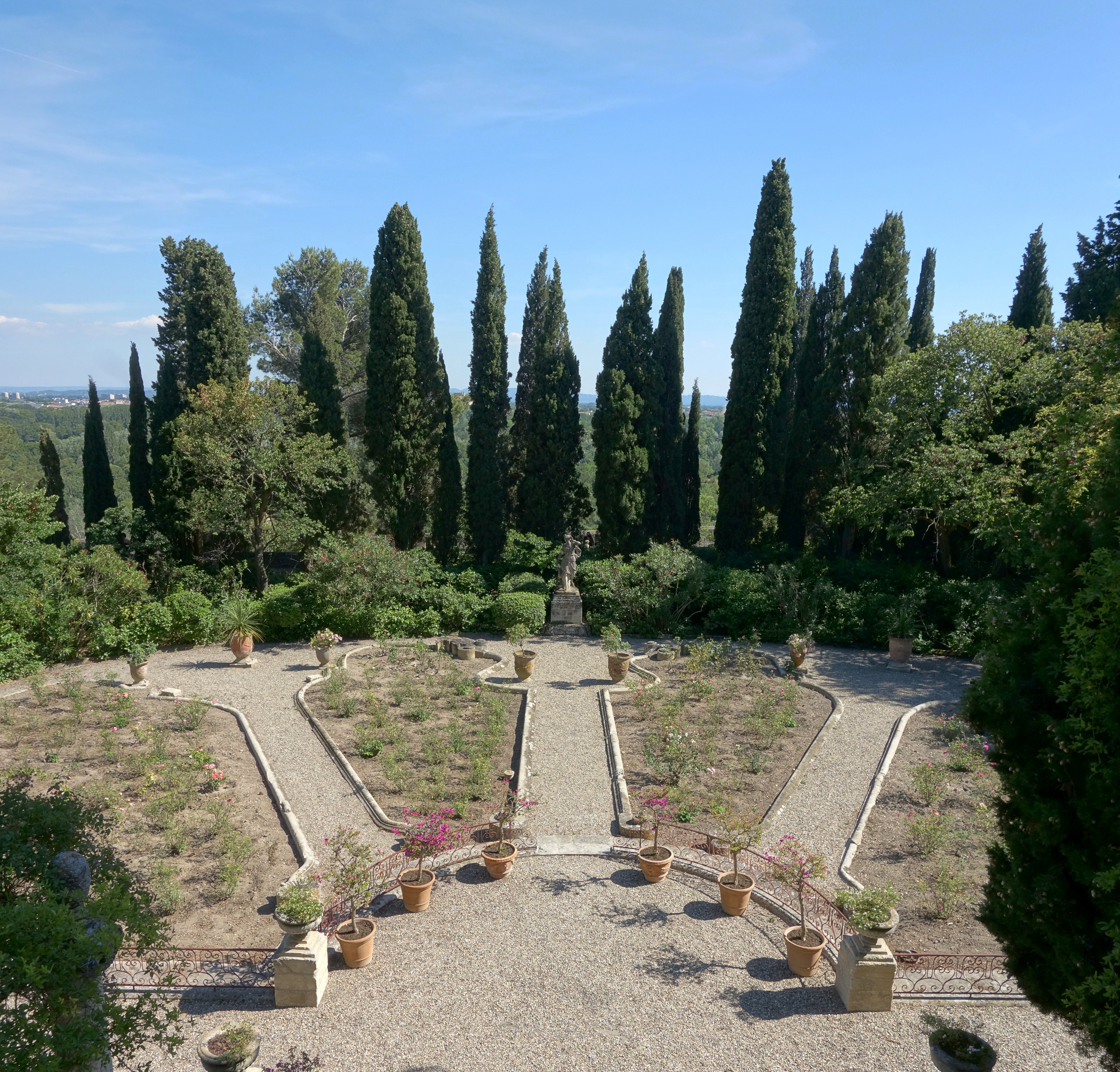
Terrasse.
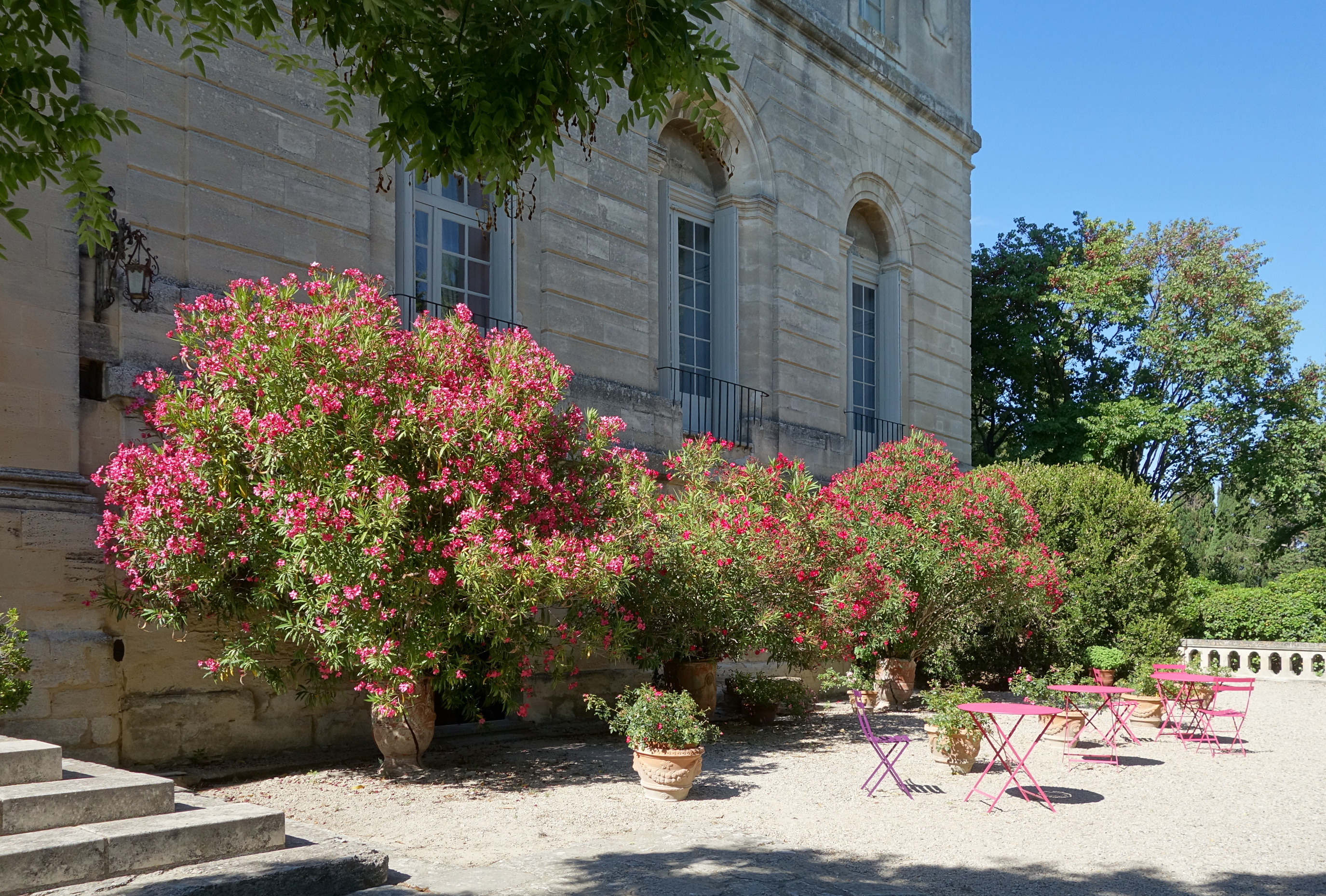
Lauriers.
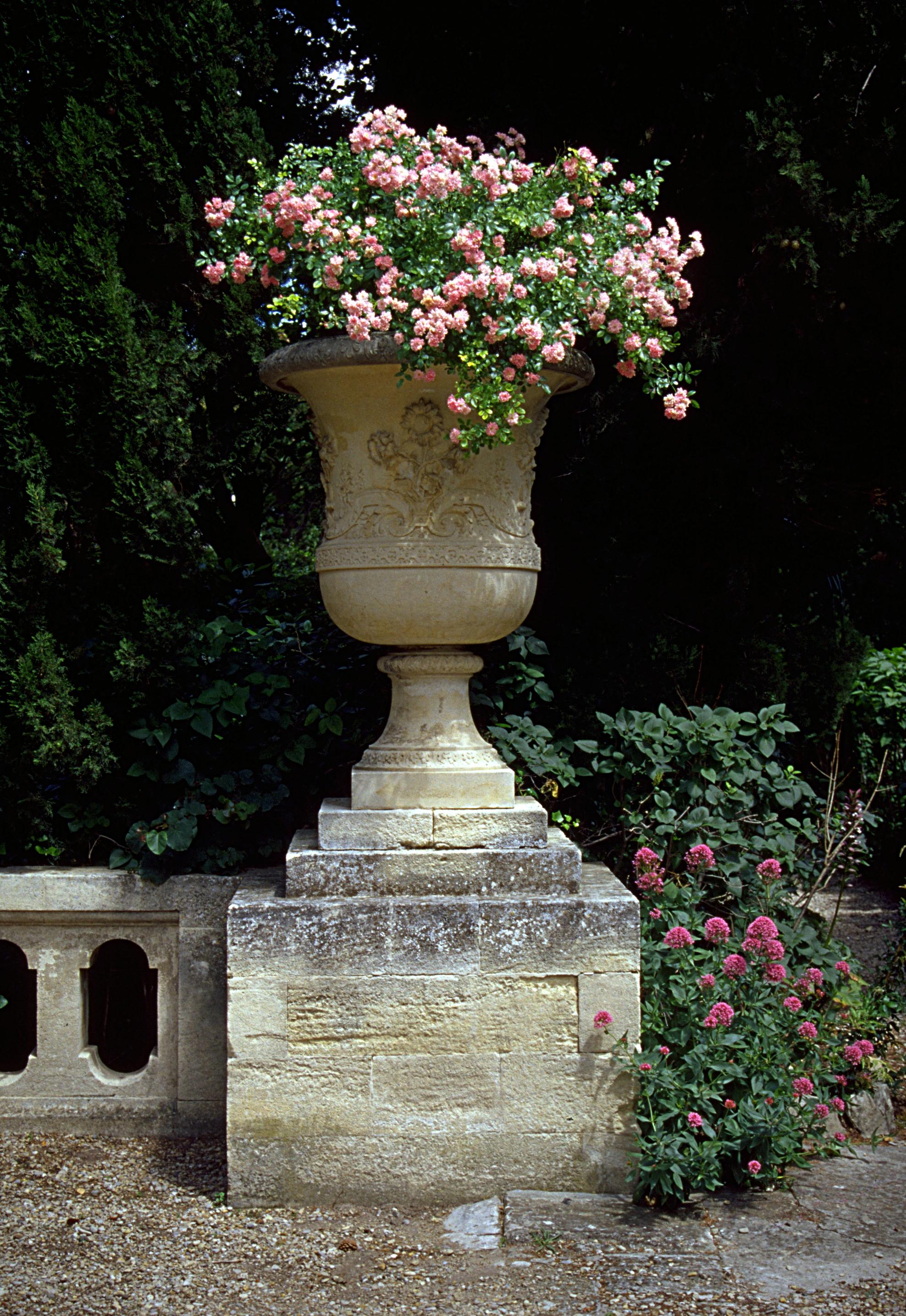
Fleurs dans un « vase Médicis ».

## Liste des abbés
Source
- 986-999 : Gison
- 999-1014 : Martin
- 1024-1040 : Rainoard
- 1045-1046 : Emine
- 1046-1050 : Raymond I
- 1050-1057 : Ermengaud
- 1057-1057 : Geoffroy Pelet
- 1057-1059 : Giron
- 1060-1063 : Roland
- 1063-1087 : saint Pons I Il se consacra à Dieu dans ce monastère avec son père et son frère vers l'an 1050 et en devint abbé, il mourut le 24 ou le 26 mars 1087. Le moine Ramnufle a écrit sa vie vers 1097[10].
- 1087-1132 : Pierre I Damiac
- 1133-1154 : Gérard de Pujault
- 1154-1171 : Pons II de Claret
- 1171-1177 : Raymond II Trimond
- 1178-1195 : Guillaume I de Pujault
- 1196-1227 : Bermond de Clausonne de Saint-Gilles
- 1229-1233 : Guillaume II de Cépion
- 1234-1259 : Calvaire de Clausonne de Saint-Gilles
- 1259-1265 : Bertrand I Auger
- 1266-1268 : Rostaing I de Rébolle
- 1268-1271 : Pierre II Geoffroy
- 1271-1290 : Pierre III de Montousier
- 1291-1293 : Bertrand II de Laon
- 1293-1311 : Bertrand III Raimbaud
- 1311-1326 : Bérenger de Coyran
- 1327-1340 : Rostaing II de Mérindole
- 1340-1353 : Arnaud de Lauzières
- 1353-1354 : Jaubert Lambert de Livron
- 1354-1361 : Raymond III d’Apcher
- 1362-1378 : Guy de Vassignac
- 1378-1383 : Savary Chrétien
- 1383-1384 : Ange de Grimoard
- 1385-1427 : Guillaume III de Villate
- 1428-14?? : Jean I de Vervins
- 14??-1437 : Eudes Alleman
- 1438-1448 : Pons III de Sarrazin
- 1448-1450 : Jean de Bourbon
- 1450-1463 : Zénon de Céné
- 1464-1477 : cardinal Giacomo Ammannati-Piccolomini
- 1478-1521 : Pierre IV d’Arpajon de Séverac
- 1521-1539 : Louis I d’Aube de Roquemartine
- 1540-1566 : François I de Castellane
- 1567-1572 : Claude Page
- 1573-1598 : César de Brancas
- 1599-1631 : Jean III Sicard
- 1631-16?? : François II de Grimoard de Beauvoir du Roure de Grisac
- 1642?-1678 : Jean-Baptiste I de Grimoard de Beauvoir du Roure de Grisac[11]
- 1678-1679 : Joseph de Grimoard de Beauvoir du Roure de Grisac
- 1680-1728 : Louis II François de Grimoard de Beauvoir du Roure de Grisac
- 1728-1748 : Thomas Southcott
- 1748-1766 : cardinal Jean-Baptiste II de Belloy de Morangles
- 1766-1773 : Gaspard de Tressemane-Brunet de Simiane
- 1773-1779 : Jean IV de Cairol de Madaillan

### Sources et bibliographie
- Dom Michel Germain, Matériaux du Monasticon Gallicanum, ms. Latin 11821 « S. Andræ Avenionis Monasterii scenographia »
- Bibliothèque nationale, Copies des chartes concernant Saint-André de Villeneuve-lès-Avignon et Saint-André de Gap, Ms latins, n° 12 659 et 12 777
- Abbé Méritan, « Étude sur les abbés et le monastère de Saint-André de Villeneuve-lez-Avignon », dans Mémoires de l'Académie de Vaucluse, 1898, tome 17, p. 273-291 (lire en ligne)
- Abbé Méritan, « Notes sur les prieurés dépendant de Saint-André », dans Mémoires de l'Académie de Vaucluse, 1898, tome 17, p. 292-308 (lire en ligne)
- Léon-Honoré Labande, « Villeneuve-lez-Avignon : Monastère et fort Saint-André. Chapelle de Notre-Dame-de-Belvézet », dans Congrès archéologique de France, 76e session. Avignon. 1909, t. 1, Guide du congrès, Paris, Société française d'archéologie, 1910 (lire en ligne), p. 131-138
- Joseph Girard, Évocation du Vieil Avignon, Les Éditions de minuit, Paris, 1958, p. 381
- Roseline Bacou, « L'abbaye Saint-André à Villeneuve-lès-Avignon », dans Congrès archéologique de France. 121e session. Avignon et Comtat Venaissin. 1963, Paris, Société française d'archéologie, 1963 (lire en ligne), p. 195-201
- Alain Breton, « Villeneuve-lez-Avignon. Saint-André : l'abbaye mauriste », dans Congrès archéologique de France. 157e session. Gard. 1999, Paris, Société française d'archéologie, 2000, 547 p. (lire en ligne), p. 495-509
- Guy Barruol, Roseline Bacou et Alain Girard, L'Abbaye de Saint-André de Villeneuve-lès-Avignon, Actes du colloque interrégional tenu en 1999 à l'occasion du millénaire de la fondation de l'abbaye Saint-André de Villeneuve-lès-Avignon, Éd. Alpes de Lumières, Cahiers de Salagon n° 4, Mane, 2001, 448 p.  (ISSN 1254-9371)  (ISBN 978-2-906162-54-9)